# Flugplatz Leicester

i7
i11
i13
Der Flugplatz Leicester (englisch Leicester Airport, ICAO-Code: EGBG) ist ein Flugplatz in Stoughton, Harborough District, Grafschaft Leicestershire, England. Er liegt neun Kilometer östlich von Leicester entfernt.

## Flugplatzdaten
Der Flugplatz befindet sich auf 141 m Seehöhe. Er hat fünf Start- und Landepisten:
- 10/28 (Asphalt) 935 m × 20 m
- 15/33 (Asphalt) 495 m × 18 m
- 04/22 (Asphalt) 490 m × 18 m
- 16/34 (Gras) 418 m × 20 m
- 06/24 (Gras) 340 m × 30 m

## Geschichte
Der Flugplatz wurde 1943 von der Royal Air Force gebaut und bis 1948 genutzt. Nach dem Krieg waren hier Flugschulen wie Delta Aviation, Leicestershire Aero Club, Leicester Flying Club aktiv. Seit 1951 ist der Leicestershire Aero Club der Betreiber des Flughafens. Der Name des Flugplatzes wurde  1974 in „Leicester Airport“ geändert.